# Dommartin-lès-Remiremont
Dommartin-lès-Remiremont är en kommun i departementet Vosges i regionen Grand Est (tidigare regionen Lorraine) i nordöstra Frankrike. Kommunen ligger i kantonen Remiremont som tillhör arrondissementet Épinal. År 2022 hade Dommartin-lès-Remiremont 1 900 invånare.

## Befolkningsutveckling
Antalet invånare i kommunen Dommartin-lès-Remiremont
| Referens: INSEE |